# Fratelli Durante
I fratelli Mario Durante (Balsorano, 14 giugno 1918 – 27-28 maggio 1944), 
Bruno Durante (Balsorano, 14 settembre 1920 – 27-28 maggio 1944) e 
Faustino Durante (Balsorano, 8 giugno 1923 – 3 dicembre 1985) sono stati partigiani italiani.

## Biografia

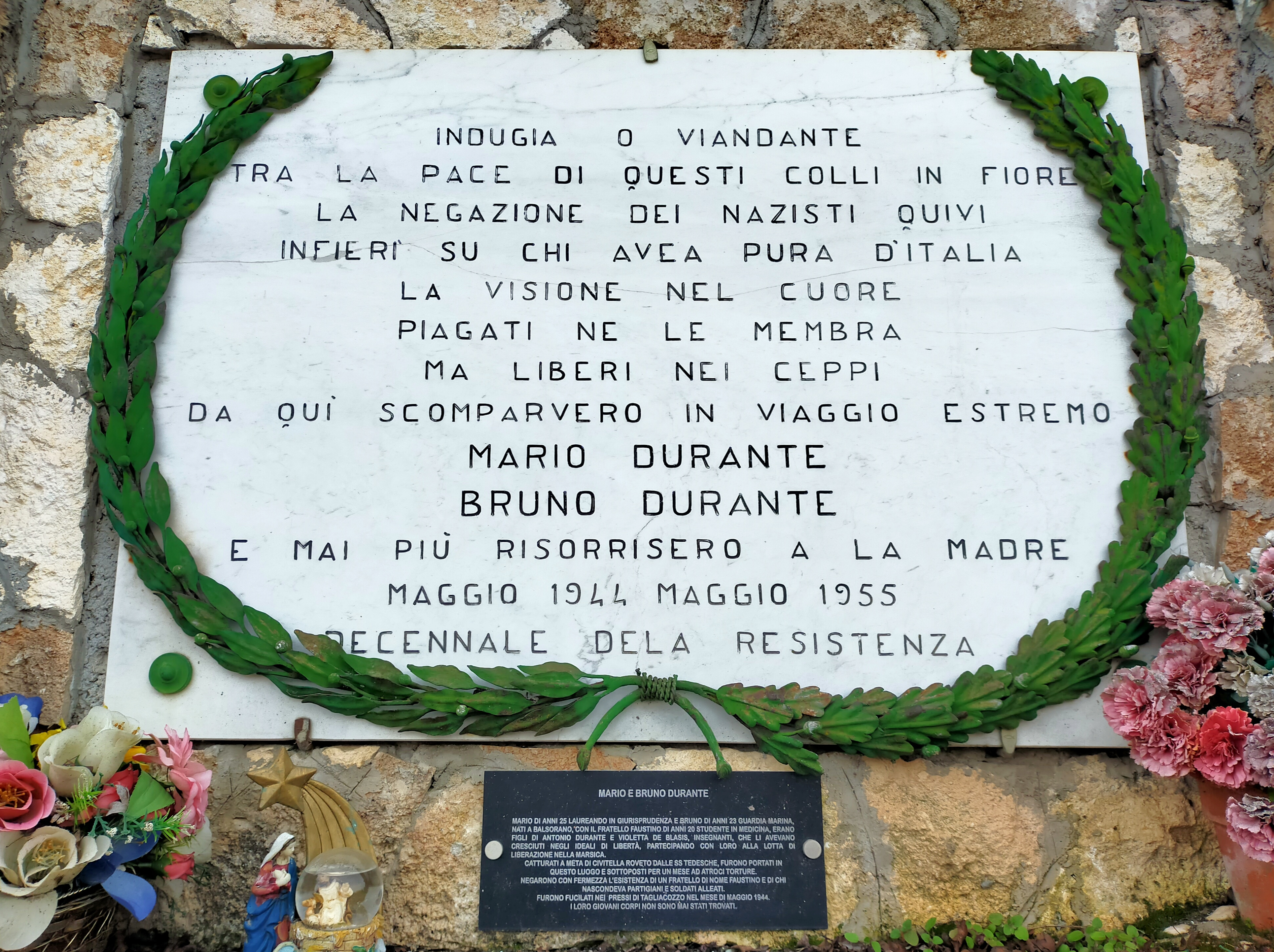
Lapide in memoria di Mario e Bruno Durante a Tagliacozzo in Abruzzo, collocata nel 1955 durante il decennale della Resistenza italiana.

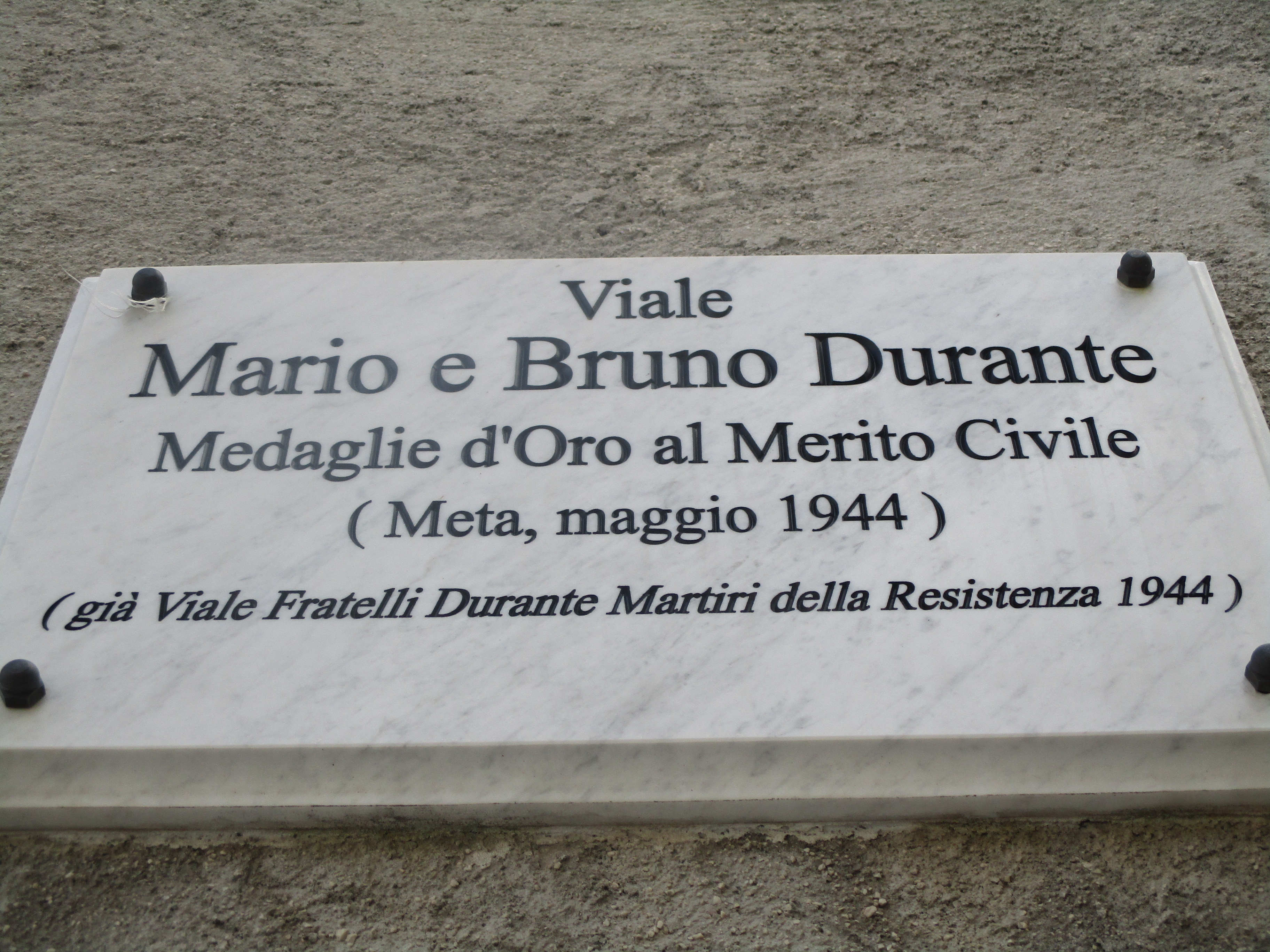
Targa dedicata ai fratelli Durante a Meta (AQ), svelata nel 2013 in occasione del Giorno della Memoria.

Mario, Bruno e Faustino Durante nacquero a Balsorano (AQ), in Abruzzo tra il 1918 e il 1923.
Il fratello maggiore Mario era un laureando in giurisprudenza. Bruno frequentò il corso di guardiamarina presso l'accademia navale di Livorno, acquisì una buona esperienza nell'uso e nella posa delle mine e nel disinnesco di quelle tedesche posizionate sotto i ponti stradali e ferroviari, in particolare nella valle del Liri, dai militari nazisti. Faustino, infine, studiò medicina.
Durante l'occupazione militare della Wehrmacht in Abruzzo, appena oltre la linea Gustav e il fronte di Cassino, collaborarono con la brigata partigiana "Patrioti della Marsica" (banda Marsica) di stanza in un'ala del castello Piccolomini di Morrea (AQ) e con il locale CLN, costituito in seguito all'armistizio di Cassibile dell'8 settembre 1943, unitamente a diversi personaggi di spicco della Resistenza abruzzese e laziale come il parroco Savino Orsini che accolse e coadiuvò perlopiù i prigionieri Alleati fuggiti dai campi di concentramento e rifugiati a Morrea, paese arroccato della valle Roveto, il giovane partigiano Giuseppe Testa, catturato, torturato e infine fucilato dai nazisti nei pressi di Alvito (FR) l'11 maggio 1944, i fratelli di Roccasecca (FR) Angelo e Giuseppe Molle e Pietro Ricci di Santopadre (FR), tutti assassinati presumibilmente nello stesso luogo e insieme ai fratelli Durante. Altre vittime di quel periodo furono la dodicenne tagliacozzana Diana Nuccilli, assassinata il 9 maggio 1944, Antonio Liberati e i due giovani, poco più che ventenni di Palestrina (RM) e Maddaloni (CE), Luigi Consoli e Luigi Del Monaco, giustiziati invece alcune settimane prima nel poligono di tiro di Tagliacozzo.
I fratelli Durante, oltre a proteggere gli Alleati anglo-americani, rallentarono le attività dei tedeschi, oramai prossimi alla ritirata verso nord, attraverso degli attacchi mirati, come quelli volti a rendere intransitabile l'angusta strettoia di Pescocanale, nei pressi della galleria elicoidale di Capistrello (AQ).
In seguito alla confessione di un militare italiano, che fu catturato sugli altipiani di Arcinazzo, i nazisti giunsero il primo maggio 1944 a Meta dove catturarono i fratelli maggiori Mario e Bruno. I due furono portati prima a Civitella Roveto e subito dopo nel carcere mandamentale di Tagliacozzo. Rifiutatisi di rivelare l'esistenza del terzo fratello, obiettivo primario del rastrellamento, e la presenza dei rifugiati politici e militari aiutati da Faustino a nascondersi, furono condotti dopo diversi giorni in un fienile della località di Santa Maria d'Oriente, dove furono brutalmente torturati. Nella notte tra il 27 e il 28 maggio 1944 furono portati via e probabilmente fucilati in un luogo sconosciuto. I corpi furono quindi occultati dai nazisti, secondo testimonianze contrastanti, nei pressi di Tagliacozzo oppure alle porte di Avezzano. Le salme di Mario e Bruno Durante non furono mai ritrovate.
Faustino fuggito in tempo da Meta e successivamente, sotto falso nome, arrestato a Cave (RM) fu condotto nel campo di concentramento di Cinecittà. Riuscì tuttavia a sopravvivere agli orrori della guerra. Memore del sacrificio dei suoi due fratelli, unitamente al padre Antonio, originario di Pietracupa (CB), e alla madre Violetta De Blasis di Meta, presentò diverse denunce che non portarono però all'identificazione e alle responsabilità certe dei criminali di guerra.
Divenuto professore universitario a Roma e un noto anatomopatologo, sposò la sorella del gappista Rosario Bentivegna. Della vicenda dei fratelli Durante si occupò, tra gli altri, il giornalista Franco Giustolisi autore dell'inchiesta intitolata Armadio della vergogna che, pubblicata dalla rivista L'Espresso, denunciò l'esistenza e l'insabbiamento di centinaia di fascicoli d'inchiesta e di documenti legati ai crimini di guerra dei nazifascisti.

## Onorificenze
L'onorificenza fu concessa il 6 luglio 2013 a Mario e Bruno Durante dal Presidente della Repubblica Italiana, Giorgio Napolitano, su iniziativa del presidente emerito del Senato della Repubblica, Franco Marini.